# 순허 후이족구
순허 후이족구(한국어: 순하회족구, 중국어: 顺河回族区, 병음: Shùnhé Huízú Qū)는 중화인민공화국 허난성 카이펑 시의 현급 행정구역이다. 넓이는 88km2이고, 인구는 2007년 기준으로 260,000명이다.

## 행정 구역
6개 가도, 2개 향을 관할한다.
- 가도: 曹门街道、铁塔街道、宋门街道、清平街道、工业街道、苹果园街道
- 향: 东郊乡、土柏岗乡